# Oskrzelka rynienkowata

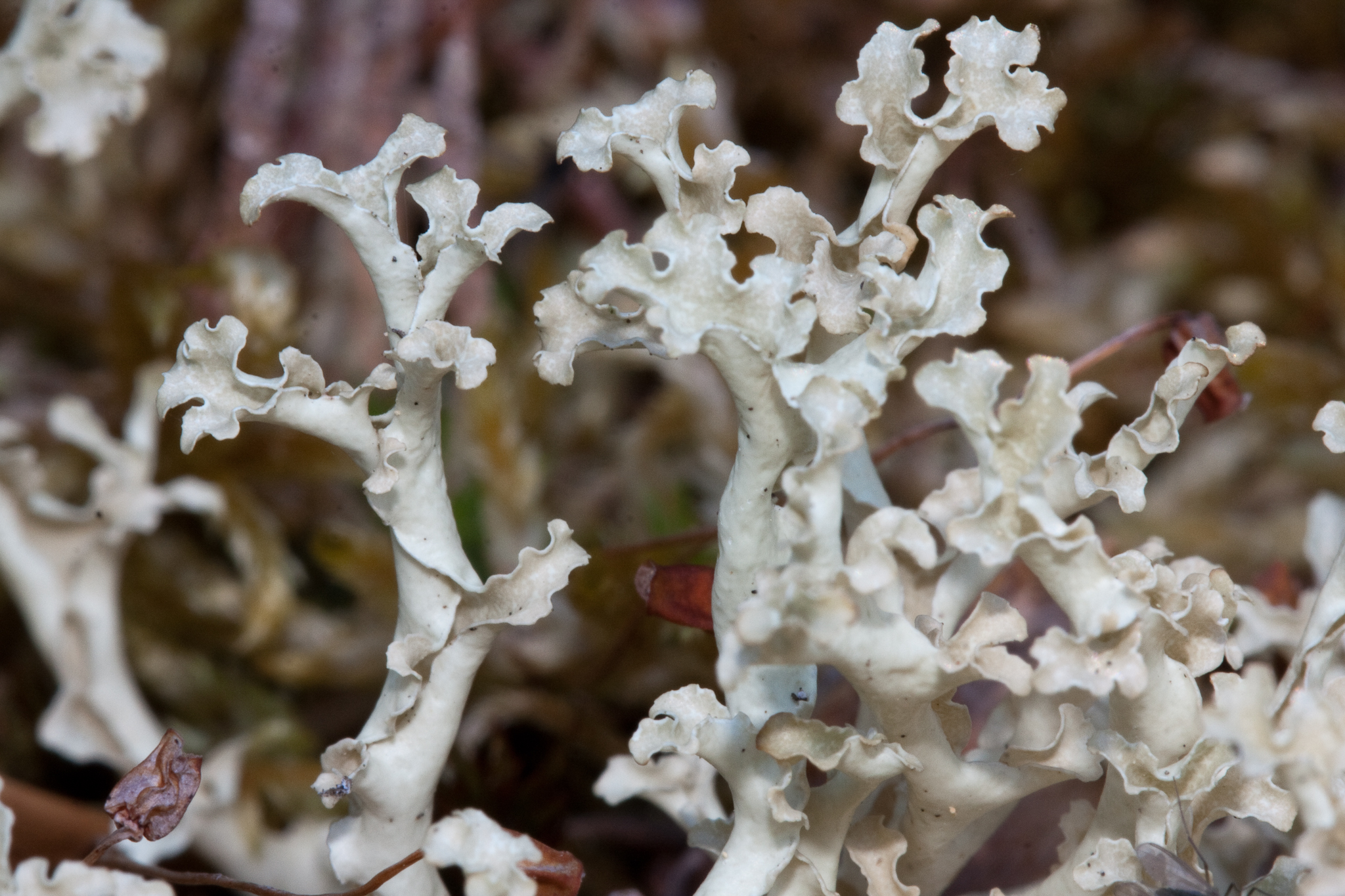

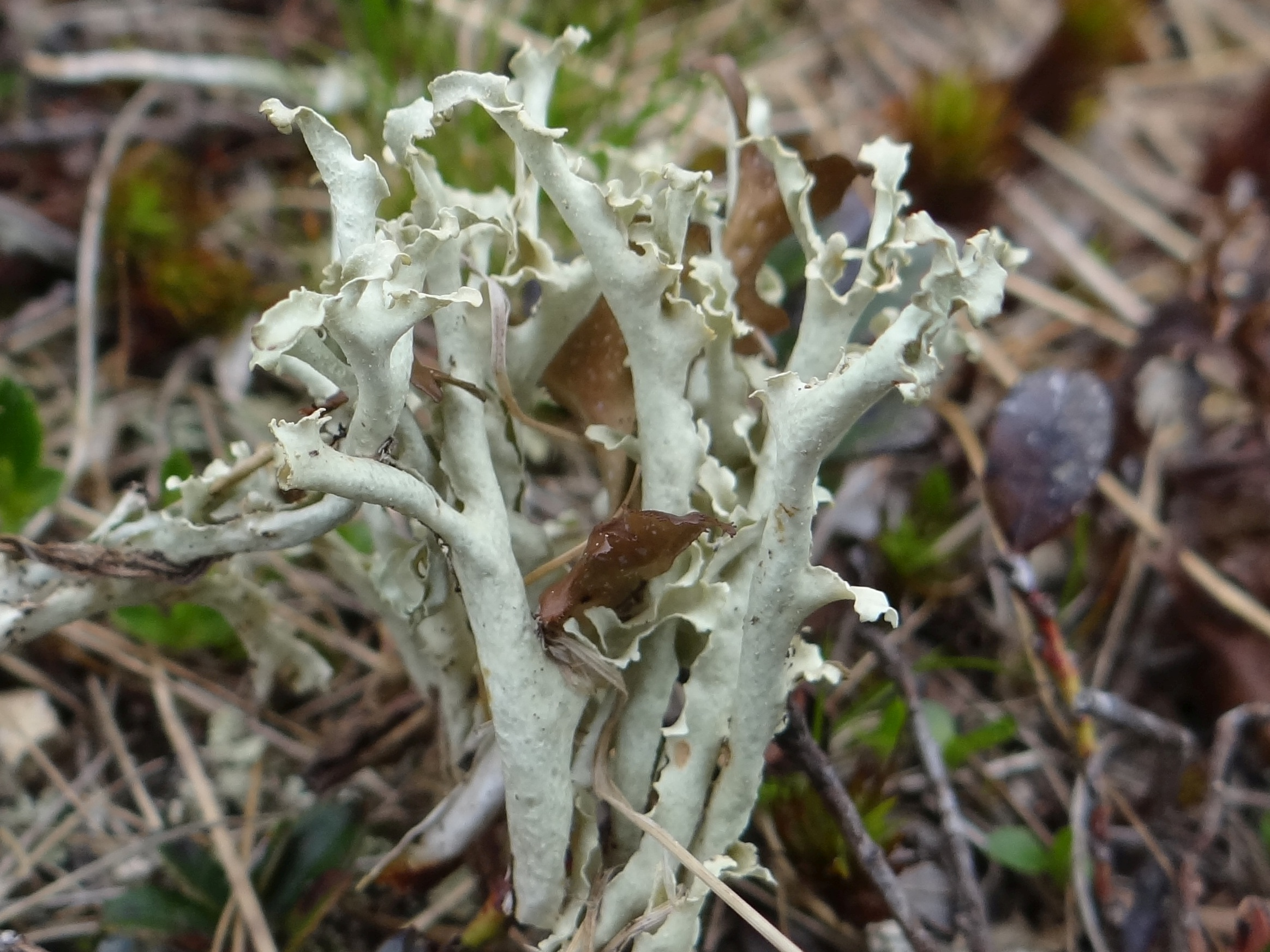

Oskrzelka rynienkowata, płucnica rynienkowata (Nephromopsis cucullata (Bellardi) Divakar, A. Crespo & Lumbsch) – gatunek grzybów należący do rodziny tarczownicowatych (Parmeliaceae). Ze względu na współżycie z glonami zaliczany jest do porostów.

## Systematyka i nazewnictwo
Pozycja w klasyfikacji według Index Fungorum: Parmeliaceae, Lecanorales, Lecanoromycetidae, Lecanoromycetes, Pezizomycotina, Ascomycota, Fungi.
Należał do niedawno utworzonego nowego rodzaju Flavocetraria, który wyodrębniono z rodzaju Cetraria, na podstawie różnic w budowie kory i pyknidiów oraz reakcji barwnych. W 2017 r. Crespo i Lumbsch przenieśli go do rodzaju Nephromopsis.
Po raz pierwszy zdiagnozował go w 1788 r. Carlo Antonio Lodovico Bellardi nadając mu nazwę Lichen cucullatus Bellardi. Obecną, uznaną przez Index Fungorum nazwę nadali mu Kärnefelt i A. Thell w 1994 r.
Synonimy nazwy naukowej:

- Allocetraria cucullata (Bellardi) Randlane & Saag 1992
- Cetraria cucullata (Bellardi) Ach. 1803
- Flavocetraria cucullata (Bellardi) Kärnefelt & A. Thell 1994
- Lichen cucullatus Bellardi 1788
- Lobaria cucullata (Bellardi) Hoffm. 1796
- Parmelia cucullata (Bellardi) Spreng. 1827
- Physcia cucullata (Bellardi) DC. 1805
- Platysma cucullatum (Bellardi) Hoffm. 1801

Nazwa polska według Krytycznej listy porostów i grzybów naporostowych Polski.

## Charakterystyka
Plecha krzaczkowato-listkowata o wysokości 2–8 cm i barwie białej, kremowej, kości słoniowej lub biało-żółtawej. Znajdują się w niej glony protokokkoidalne. Powierzchnia górna gładka i rynienkowato zwinięta. Brak na niej specyficznych struktur.
Metabolity wtórne: kwas protolichosterynowy i kwas usninowy.

## Występowanie
Na półkuli północnej gatunek szeroko rozprzestrzeniony, szczególnie w tundrze w arktycznych i północnych regionach, oraz w wysokich górach. Na półkuli południowej znacznie rzadszy; tutaj podano jego występowanie tylko z Andów w Ameryce Południowej i gór Tanzanii w Afryce. W Polsce występuje wyłącznie w Tatrach, Sudetach i na Babiej Górze. Rośnie na próchnicznej lub gliniastej glebie oraz na obumarłych resztkach mchów i roślin w piętrze halnym.
W Polsce gatunek rzadki. Znajduje się na Czerwonej liście roślin i grzybów Polski. Ma status VU – gatunek narażony na wymarcie. W Polsce był gatunkiem ściśle chronionym, od 9 października 2014 r. został wykreślony z listy gatunków porostów chronionych.

## Gatunki podobne
Od innych podobnych porostów oskrzelkę rynienkowatą łatwo można odróżnić po żółtawym zabarwieniu i charakterystycznym pokroju. Najbardziej podobna jest występująca na takich samych oskrzelka niwalna (Flavocetraria nivalis). Odróżnia się bardziej postrzępioną plechą o rynienkowato zwiniętych odcinkach.